# Słonecznik (gromada)
Słonecznik – dawna gromada, czyli najmniejsza jednostka podziału terytorialnego Polskiej Rzeczypospolitej Ludowej w latach 1954–1972.
Gromady, z gromadzkimi radami narodowymi (GRN) jako organami władzy najniższego stopnia na wsi, funkcjonowały od reformy reorganizującej administrację wiejską przeprowadzonej jesienią 1954 do momentu ich zniesienia z dniem 1 stycznia 1973, tym samym wypierając organizację gminną w latach 1954–1972.
Gromadę Słonecznik z siedzibą GRN w Słoneczniku utworzono – jako jedną z 8759 gromad na obszarze Polski – w powiecie morąskim w woj. olsztyńskim na mocy uchwały nr 17 WRN w Olsztynie z dnia 4 października 1954. W skład jednostki weszły obszary dotychczasowych gromad Bartężek, Bożęcin i Słonecznik oraz miejscowości Wenecja, Stańkowo, Szczuplinki i Morzewko z dotychczasowej gromady Wenecja ze zniesionej gminy Słonecznik w tymże powiecie. Dla gromady ustalono 17 członków gromadzkiej rady narodowej.
1 stycznia 1958 do gromady Słonecznik włączono wieś Raj i osadę Lubin ze zniesionej gromady Bramka oraz osady Kudypy i Wola Kudypska ze zniesionej gromady Dobrocin w tymże powiecie.
31 grudnia 1967 do gromady Słonecznik włączono część obszaru PGR Wenecja (101 ha) z gromady Małdyty w tymże powiecie.
1 stycznia 1969 z gromady Słonecznik wyłączono część jeziora Tarda (6 ha), włączając ją do gromady Miłomłyn w powiecie ostródzkim w tymże województwie; do gromady Słonecznik z gromady Miłomłyn włączono natomiast część obszaru lasów państwowych Nadleśnictwa Tarda (5 ha).
Gromada przetrwała do końca 1972 roku, czyli do kolejnej reformy gminnej.